# Gunnellichthys grandoculis
Gunnellichthys grandoculis är en fiskart som först beskrevs av William Converse Kendall och Goldsborough, 1911.  Gunnellichthys grandoculis ingår i släktet Gunnellichthys och familjen Microdesmidae. Inga underarter finns listade i Catalogue of Life.